# Bublje
Bubël en albanais et Bublje en serbe latin (en serbe cyrillique : Бубље) est une localité du Kosovo située dans la commune/municipalité de Rahovec/Orahovac et dans le district de Prizren/Prizren. Selon le recensement de 2011, elle compte 636 habitants.
Selon le découpage administratif du Kosovo, la localité fait partie de la commune/municipalité de Malishevë/Mališevo.

## Histoire
Sur le territoire du village se trouvent le grenier de Fazli Osman Reshita qui remonte au XVIIIe siècle, ainsi qu'un moulin et un pont datant de la même période ; ces diverses constructions figurent sur la liste des monuments culturels du Kosovo proposés pour une inscription.

## Démographie

### Évolution historique de la population dans la localité
| 1948 | 1953 | 1961 | 1971 | 1981 | 1991 | 2011 |
| ---- | ---- | ---- | ---- | ---- | ---- | ---- |
| 247  | 231  | 223  | 247  | 348  | 474  | 636  |

|  |